# Dumas Malone
Dumas Malone (Coldwater, 10 gennaio 1892 – Charlottesville, 27 dicembre 1986) è stato uno storico e curatore statunitense noto per la sua biografia in sei volumi su Thomas Jefferson grazie alla quale ha ricevuto nel 1975 il Premio Pulitzer per la storia. Nel 1983 gli fu assegnata la Medaglia presidenziale della libertà dal presidente Ronald Reagan.

## Biografia
Nato a Coldwater, conseguì la laurea nel 1910 presso l'Università Emory. Tra il 1917 e il 1919, durante la prima guerra mondiale, fu sottotenente dei Marine. Subito dopo la guerra, ottenne un master (1921) e un dottorato (1923) all'Università di Yale. Vinse il Premio John Addison Porter nel 1923 per il suo saggio The Public Life of Thomas Cooper, 1783-1839.
Malone lavorò presso l'Università di Yale, la Columbia University e l'Università della Virginia. Diresse la Harvard University Press e lavorò come curatore al Dictionary of American Biography. È noto principalmente per aver scritto una biografia su Thomas Jefferson che gli valse nel 1975 il premio Pulitzer per la storia.